# Portrait de Jörg Fugger
Le Portrait de Jörg Fugger est une huile sur panneau (26x20 cm) de Giovanni Bellini, datée de 1474 et conservée aux États-Unis au Norton Simon Museum à Pasadena, près de Los Angeles. C'est l'un des premiers portraits peints à l'huile plutôt qu'à tempera. Il représente Jörg Fugger von der Lilie (1453-1506), banquier allemand.

## Description
Il s'agit du premier portrait documenté de Bellini, grâce à l'inscription dans la partie haute du tableau avec le nom du personnage gravitant autour du Fondaco dei Tedeschi de Venise et appartenant à la célèbre famille de banquiers Fugger.
L'homme est représenté à mi-buste, de trois quarts vers la gauche, sur un fond obscur. C'est  un jeune homme de 21 ans au regard bleu empreint d'une certaine détermination. Il est vêtu de noir et ses cheveux roux et bouclés sont couronnés d'une guirlande, soulignant qu'il a fait des études d'humanités. Son expression est fixe et liée au réalisme analytique du gothique international. Ses traits et sa physionomie sont rendus de manière à refléter sa personnalité profonde, sans atteindre toutefois les valeurs psychologiques introduites à Venise depuis 1475 par Antonello da Messina, celui-ci ayant influencé l'École vénitienne, Bellini y compris.
Il existe aussi une version similaire attribuée à Bellini, qui est conservée dans une collection privée de Milan.

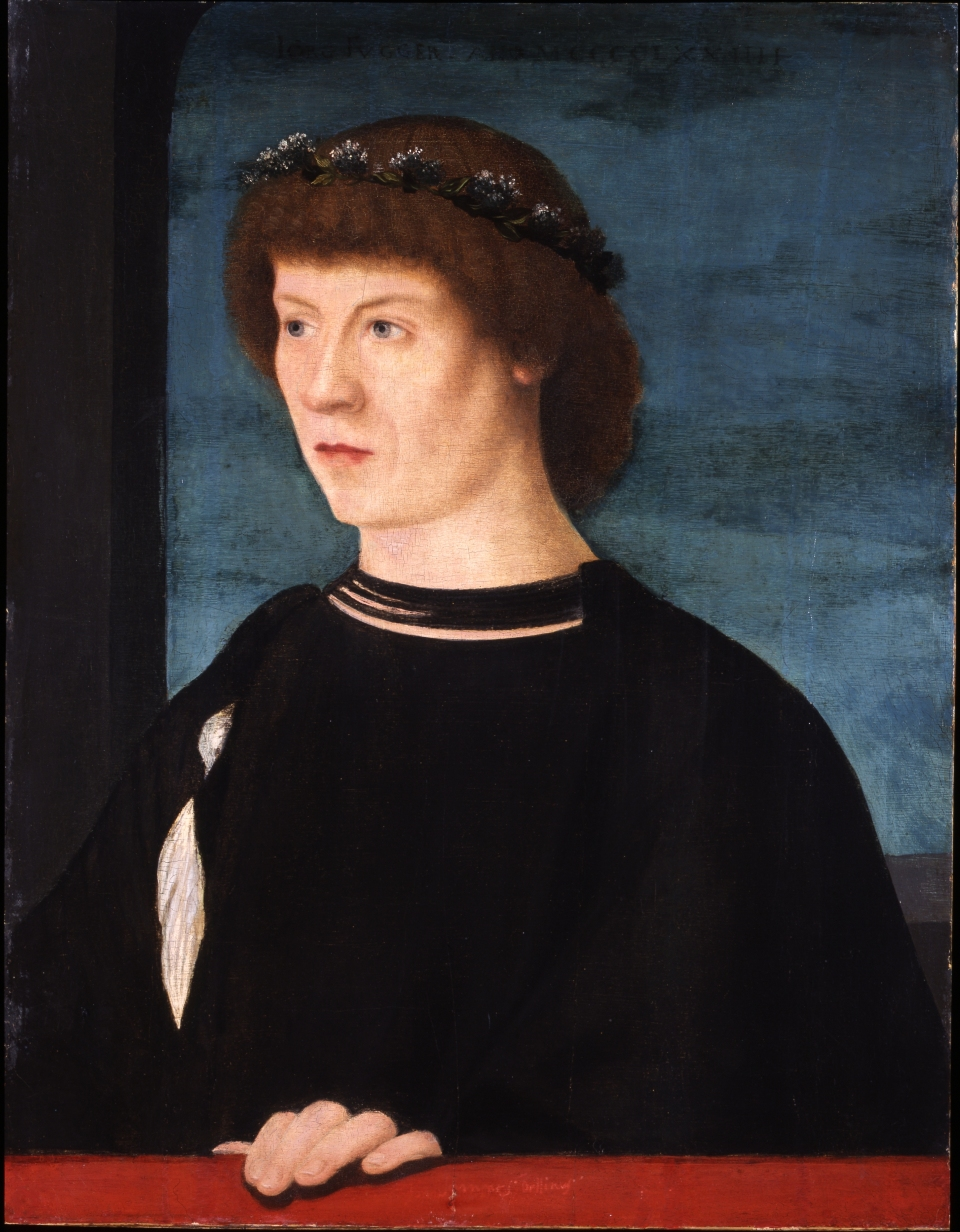
La seconde version, conservée dans une collection privée de Milan

## Histoire
Ce tableau est demeuré dans la famille Fugger jusqu'au début du XXe siècle. Il a été vendu par le comte Johannes von Fugger-Oberkirchberg (château d'Oberkirchberg, à Illerkirchberg, près d'Ulm) à Walter Schnackenberg (Munich) qui l'a vendu le 10 décembre 1926 à la galerie F. Kleinberger & Co. de New York et Paris. Le tableau a été acheté le 17 mai 1928 pour 40 000 dollars par le collectionneur florentin Alessandro Contini-Bonacossi. Ses héritiers l'ont vendu dans les années 1970 à la Norton Simon Art Foundation, avec d'autres tableaux, comme la Nature morte aux citrons et oranges avec une rose (1633) de Zurbarán.

## Source de la traduction
- (it) Cet article est partiellement ou en totalité issu de l’article de Wikipédia en italien intitulé « Ritratto di Jörg Fugger » (voir la liste des auteurs).